# Pennalithus splendidus
Pennalithus splendidus is een spinnensoort uit de familie van de Phrurolithidae.
De wetenschappelijke naam van de soort werd in 1992 gepubliceerd door Da-Xiang Song & S.X. Zheng.